# Raková u Konice
Pour les articles homonymes, voir Raková.
Raková u Konice (en allemand : Groß Rakau) est une commune du district de Prostějov, dans la région d'Olomouc, en République tchèque. Sa population s'élevait à 209 habitants en 2023.

## Géographie
Raková u Konice se trouve à 5 km au nord-est de Konice, à 22 km à l'ouest d'Olomouc, à 98 km à l'ouest-sud-ouest d'Ostrava et à 188 km à l'est-sud-est de Prague.
La commune est limitée par Rakůvka à l'ouest et au nord, par Bohuslavice au nord-est, par Laškov à l'est et au sud, et par Budětsko et Ochoz à l'ouest.

## Histoire
La première mention écrite de la localité date de 1286.

## Galerie

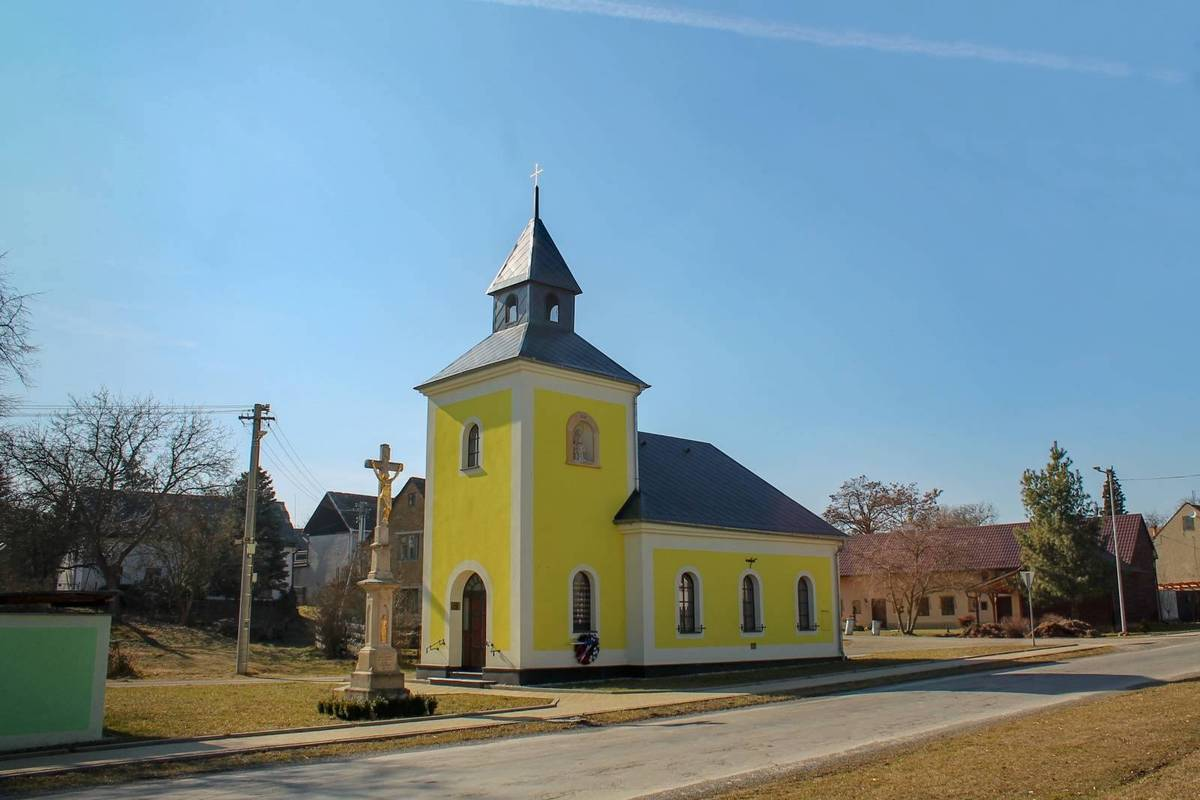
Chapelle Sainte-Anne.

## Transports
Par la route, Raková u Konice se trouve à 6,5 km de Konice, à 23 km de Prostějov, à 26 km d'Olomouc et à 241 km de Prague.